# 滑哈鳞虫
滑哈鳞虫（学名：Harmothoe minuta）为多鳞虫科哈鳞虫属的动物。分布于印度洋安达曼海、马尔代夫、红海、苏伊士以及中国南海等海域，一般栖息于南海珊瑚礁间以及与海羊齿共栖。